# María Luisa Alcalá
María Luisa Guadalupe Alcalá Escolano (Ciudad de México, 26 de marzo de 1943-Ciudad de México, 21 de febrero de 2016), conocida como María Luisa Alcalá, fue una actriz y comediante mexicana. Fue recordada por interpretar ocasionalmente al personaje de Malicha en la serie El Chavo del 8, en la temporada de 1974, en sustitución temporal de la Chilindrina (interpretada por María Antonieta de las Nieves). Adicionalmente, también apareció en El Chapulín Colorado, otra de las producciones creadas por Roberto Gómez Bolaños.

## Biografía y carrera

### Primeros años
María Luisa Guadalupe Alcalá Escolano nació el 26 de marzo de 1943 en Ciudad de México. 

### Incursión actoral y vida
En 1947, comenzó su carrera a los 4 años de edad, participando con un papel secundario en la película, Los tres huastecos, lanzada en 1948. En fecha desconocida, contrajo matrimonio con Héctor Espinosa, con quien permaneció casada durante 40 años, antes de divorciarse de él por problemas personales. Juntos procrearon dos hijos; Pilar Espinosa y Gabriel Espinosa Alcalá.
En 2015, realizó su último trabajo como actriz participando en el cortometraje, México Bravo.

## Muerte
El 21 de febrero de 2016, Alcalá falleció mientras dormía en su residencia de Ciudad de México, a los 72 años de edad. Su cuerpo fue cremado y sus cenizas fueron entregadas a su familia, quienes no revelaron el destino final de las mismas, pero comentaron que posiblemente las esparcirían en el mar o en un bosque, siendo dos lugares que a la actriz le gustaban.

## Filmografía

### Cine
- Los tres huastecos (1948)
- El golfo (1969)
- El rey (1976).... Anastasia
- La palomilla al rescate (1976)
- Historia de payasos (1983)
- La lechería (1986)
- Ese loco, loco hospital (1986)
- La Alacrana (1986)
- Relámpago (1987).... Fufurra
- Duro y parejo en la casita del pecado (1987)
- Un paso al más acá (1988)
- Peligro paradas continuas (1989)
- Los cuatrillizos (1989)
- Violación (1989)
- Las borrachas (1989)
- Barroco (1989)
- Investigador privado... muy privado (1990)
- Cándido Pérez, especialista en señoras (1991).... Claudia
- Borrachas de peluquería (1992)
- Cándido de día, Pérez de noche (1992).... Claudia
- La Lotería (1993)
- Las aventuras de Lencho (1996)
- Reclusorio III (1999)
- Nuria y el fantasma (2001)
- México Bravo (2015)

### Doblaje
- Skippy the Bush Kangaroo (1969)... Clarissa 'Clancy' Merrick
- Mis Adorables Sobrinos  (1966)
- UFO (1970)
- Señorita Cometa (1967)... Takeshi (2.ª voz)
- Chabelo y Pepito detectives (1973)... Voz de Pepito
- Chabelo y Pepito contra los monstruos (1973)... Voz de Pepito
- Cayó de la gloria el diablo (1971)
- Maten al león (1977)

### Televisión
- El Chavo del Ocho (1974) .... Malicha
- El Chapulín Colorado (1974/2 episodios) .... Dolores/Enfermera
- Cachún cachún ra ra! (1981) .... Mamá de Chicho
- La pasión de Isabela (1984).... Chonita
- Dr. Cándido Pérez (1987-1993) .... Claudia
- Papá soltero (1990) .... Gorgonia (parodia de Gumara, episodio "Otro papá soltero")
- Confidente de secundaria (1996).... Connie
- Esmeralda (1997).... Doña Socorro "Socorrito"
- La usurpadora (1998).... Filomena Tamayo
- El privilegio de amar (1998-1999).... Remedios López de Ramos
- Cuento de Navidad (1999-2000)[6]
- Furcio (2000) .... Furcios de sus telenovelas
- ¡Vivan los niños! (2002) .... Librada
- Guereja de mi vida (2002) .... Irala
- Amy, la niña de la mochila azul (2004).... Virginia
- Bajo el mismo techo (2005) .... Quesadillera
- La madrastra (2005).... Fanny
- Mujer casos de la vida real (2006-2007)
- La rosa de Guadalupe (2008) .... Nicanora
- Los héroes del norte (2011) .... Bruja
- La Historia Detrás del Mito de María Luisa Alcalá (2012) .... Ella misma

## Premios

### Premios TVyNovelas
| Año  | Categoría           | Trabajo nominado  | Resultado |
| ---- | ------------------- | ----------------- | --------- |
| 1988 | Mejor actriz cómica | Dr. Cándido Pérez | Ganadora  |

### Premios Gráfica de oro
| Año  | Categoría                 | Por                |
| ---- | ------------------------- | ------------------ |
| 2012 | Primera actriz de comedia | 63 años de carrera |